# Рэндольф, Лиллиан
Лиллиан Рэндольф (англ. Lillian Randolph, урождённая Кастелло Рэндольф (англ. Castello Randolph), 14 декабря 1898 — 12 сентября 1980) — американская актриса, певица и радиоведущая.

## Биография
Рэндольф родилась в городе Ноксвилл в штате Теннесси в семье методистского священника и учительницы. Её старшая сестра, Аманда Рэндольф, также стала актрисой, а брат, Стив Гибсон, музыкантом.
Свою профессиональную карьеру она начала в качестве певицы на радио в Кливленде и Детройте, а затем перебралась в Лос-Анджелес, где к концу 1930-х стала довольно популярной комедийной радиоведущей. В то же время Рэндольф дебютировала на большом экране, появившись в последующие годы в десятке кинокартин на второстепенных ролях, среди которых знаменитая рождественская драма «Эта прекрасная жизнь» (1946) и комедия «Холостяк и девчонка» (1947). Также актриса запомнилась тем, что с 1940 по 1952 год озвучивала одну из главных персонажей, чернокожую горничную Мамочку-два-тапочка, в популярном мультсериале «Том и Джерри». С конца 1940-х столь яркий стереотипный персонаж стал всё чаще подвергаться критике со стороны общественной организации NAACP, и через пару лет от неё пришлось избавиться.
Начиная с 1951 года Лиллиан Рэндольф стала частой гостьей на телевидении, исполнив в последующие годы небольшие роли во множестве телесериалов и шоу. В то же время её появления в кино были довольно редки, и ограничились второстепенными ролями в фильмах «Тише, тише, милая Шарлотта» (1964) и «Луковое поле» (1979), где актриса сыграла свою последнюю роль. Год спустя Лиллиан Рэндольф скончалась от рака в Лос-Анджелесе в возрасте 81 года, и была похоронена на кладбище Голливуд-Хиллс рядом с сестрой.